# 도요다정
도요다정(일본어: 豊田町)은 일본 시즈오카현 이와타군에 설치되었던 정이다.
2005년 4월 1일, 이와타시, 류오정, 후쿠데정, 도요오카촌과 합병해 이와타시가 되었다.

## 지리
시즈오카 현의 엔슈 중부에 위치한다.

## 역사
- 1889년 4월 1일 - 정촌제 시행으로 도요타군 도미오카촌, 이도오리촌, 이케다촌이 성립하였다.
- 1896년 4월 1일 - 이와타군 야마나군, 도요타군의 구역을 가지고 새로운 이와타군이 신설하였다.
- 1955년 3월 31일 - 도미오카촌과 이도오리촌이 합병해 도요타촌이 되었다.
- 1973년 1월 1일 - 정으로 승격해 도요타정이 되었다.
- 2005년 4월 1일 - 이와타시, 류오정, 후쿠데정, 도요오카촌과 합병해 이와타시가 되었다.

## 교통

### 철도
- 도카이 여객철도 도카이도 본선
- 덴류하마나코 철도 덴류하마나코 선

### 도로
- 도메이 고속도로
- 국도 제1호선 (이와타 나들목)

## 참고 문헌
- 角川日本地名大辞典編纂委員会,『角川日本地名大辞典 22 静岡県』, 角川書店, 1978年, ISBN 4040012208